# Salvia algeriensis
Salvia algeriensis es una planta herbácea caducifolia perteneciente a la familia de las lamiáceas. Es originaria del nordeste de Marruecos y noroeste de Argelia donde se encuentra hasta los 600 metros de altitud. 

## Descripción
En su hábitat natural, alcanza un tamaño de 1 m de altura (es mucho más corto en el cultivo), con flores ovadas de color verde brillante de unos 8 cm de largo y de ancho. Cada planta produce 3-4 inflorescencias de hasta 15 cm de largo, con flores de color violeta claro que tienen manchas de color violeta en el labio inferior. La planta tiene un aroma ligero, al aplastarse, similar al tomillo.

## Taxonomía
Salvia algeriensis fue descrita por René Louiche Desfontaines y publicado en Flora Atlantica 1: 23. 1798.
Etimología
Ver: Salvia
algeriensis: epíteto geográfico que alude a su localización en Argelia.
Sinonimia
- Salvia latifolia Vahl
- Salvia mariae Sennen	[3][4]